# Randalena
Randalena – czwarty album polskiej grupy muzycznej Plebania. Album nagrano w SL Studio w Gdańsku, został wydany w 2002 roku przez firmę "Pasażer".

## Lista Utworów
1. Na wojennej ścieżce
2. Taniec odrzuconych
3. Hey Ho!
4. Wasichus
5. Passat 81
6. Zew Natury
7. Traktaty
8. Lena, Lena, Lena
9. Barifunda
10. Vodka i czaj (koloniści)
11. Randalena
12. PWW's Cheyenne War Dance
13. Bubyrura

## Wykonawcy
- Krzysztof Kita "Młody" – harmonijka, śpiew, autor tekstów
- Piotr Kita "Wiele wiatrów" – perkusja
- Robert Puchalski "Punio" – gitara basowa
- Krystian Bubienko "Buba" – chórki